# La Tos: periòdich bilingüe
La Tos: periodich satirich il·lustrat que tosirá'l menys una vegada cada setmana va ser un periòdic reusenc que sortí el 1891. A partir del núm 3 el subtítol diu: periòdich bilingüe, satírich il·lustrat que tossirà almenys una vegada cada setmana.

## Història
Va ser un setmanari de vida curta però intensa i polèmica. Va sorgir quan l'Ajuntament de Reus va ser ocupat per un alcalde conservador, Francesc Prius, per poder criticar des de la perspectiva republicana les actuacions del consistori.
Al capdavant de la publicació hi havia "Orestes", redactor de Les Circumstàncies, d'ideologia republicana. Els col·laboradors signen amb pseudònims com "un Diftérich", "un Tísich", "Dr. Mirall". Va mantenir una intensa i viva polèmica amb un altre setmanari satíric anomenat La Bomba, amb el qual es llençaven atacs molt virulents, dirigits als regidors, les persones i els partits del bàndol oposat. També polemitzà i atacà el Diari de Reus.
En la seva declaració d'intencions anuncien el que volen fer: "Ya maneras y maneras de tosí. Vostés no ignoren que de voltas's tus de satisfacció; altres per costum, altres per visi y altres per alguna cosa mal feta […] A las horas d'ara bufa de l'Alcaldia y bufa fort". La premsa republicana i nacionalista, aleshores a l'oposició, va rebre la publicació amb entusiasme: "He rebut la visita d'un nou setmanari català que ha sortit á llum en aquesta ciutat titulat La Tos. Com que el seu propòsit, segons sembla, és tractar de la persona de l'impopular alcalde senyor Prius, li desitgem coratge y li augurem fenya llarga". El conservador Diari de Reus, el 6 de desembre del 1891 destacava l'èxit de La Bomba, de la seva mateixa ideologia, entre el públic reusenc, contraposant-lo amb la indiferència amb què va ser rebuda La Tos.
Els seus articles tractaven també temes ideològics, com la qüestió nacional o la qüestió religiosa.
Quan va desaparèixer, el va substituir en la seva línia política i de polèmica amb La Bomba, Lo Moro de Foch.

## Aspectes tècnics
Sortia setmanalment. Amb capçalera tipogràfica, mida foli i 8 pàgines a tres columnes, s'imprimia a la Impremta Navàs. En sortiren tres números, del 21 de novembre de 1891 al 5 de desembre del mateix any. La Bomba al núm. 3 (12 de desembre de 1891) publica: "La Tos periódico semi posibilista y semi ganoso ¡¡Ha fallecido!!". No portava cap il·lustració, però a la primera pàgina de cada número, a la secció "Lo Grabat", proposa la il·lustració al lector tot descrivint-la. El director era Ricard Salvadó. Tot i subtitular-se "periòdic bilingüe" estava escrit majoritàriament en català.

## Localització
- Una col·lecció a la Biblioteca Central Xavier Amorós de Reus.[5]
- Algun exemplar a la Biblioteca de Catalunya.[6]